# خفاش انگشت‌دراز
خفاش انگشت‌دراز گونه‌ای خفاش است که در کرانه‌های دریای مدیترانه در اروپا، بخش‌های محدودی از آفریقا، کرانه‌های دریای سیاه در کشور ترکیه، و بخش‌هایی از ایران از جمله استان کردستان زندگی می‌کند. به دلیل وابستگی این خفاش به زندگی در کنار دریا و کاهش جمعیت آن بر اثر عوامل انسانی در سال‌های گذشته، اتحادیه بین‌المللی حفاظت از محیط زیست وضعیت انقراض این جانور را در حالت آسیب‌پذیر طبقه‌بندی کرده است.
این پستاندار جثه‌ای کوچک با پاها بسیار بزرگ دارد. بر خلاف دیگر گونه‌های تیره موش‌گوش‌ها که پرده بالی به قاعده انگشتان وصل است، پرده بالی در این خفاش به پا وصل می‌شود. سطح پرده دمی مودار است. رنگ موها در پشت بدن، قهوه‌ای تا خاکستری و زیر بدن سفید چرک است. طول بدن آن ۴۶ تا ۵۳ میلی‌متر است و دمش ۳۵ تا ۳۸ میلی‌متر طول دارد.